# 科恩·卡斯特爾斯
科恩·卡斯特爾斯（荷蘭語：Koen Casteels；1992年6月25日—）是一位比利時足球運動員。在場上的位置是守門員。他現在效力於沙特职业足球联赛球隊艾卡迪斯亞。他曾代表比利時國家足球隊，2025年3月宣佈退出國家隊。

## 外部連結
- Soccerway資料庫：科恩·卡斯特爾斯
- Belgium stats （页面存档备份，存于） at Belgian FA
- 科恩·卡斯特爾斯－UEFA國際賽競賽紀錄
- 足球数据库：科恩·卡斯特爾斯的球员统计数据